# Königlich Preußischer St. Johanniter-Orden
Der Königlich Preußische St. Johanniter-Orden war ein preußischer Verdienstorden, der 1812 gestiftet wurde und bis zur Wiederherstellung des Johanniterordens 1852 verliehen wurde.

## Geschichte
Der alte Johanniterorden (Balley Brandenburg des Ritterlichen Ordens Sankt Johannis vom Spital zu Jerusalem) war durch das Edikt vom 30. Oktober 1810, das die Einziehung sämtlicher geistlicher Güter in der preußischen Monarchie anordnete, sowie durch die königliche Urkunde vom 23. Januar 1811 durch König Friedrich Wilhelm III. aufgehoben worden. Die Ballei, das Herrenmeistertum und die Kommenden wurden aufgelöst, sämtliche Besitzungen des Ordens als Staatsgüter eingezogen.
Der Orden an sich hörte hierdurch zwar nicht auf zu existieren; jedoch war er seines Besitzes verlustig und es war ihm untersagt, neue Mitglieder oder Anwärter aufzunehmen. Folglich wäre der Orden mittelfristig durch Tod seines letzten Ritters erloschen. Der Orden war nun ein vermögensloser Personenverband.
Zum ehrenvollen Andenken der aufgelösten Ballei wurde indessen kraft königlicher Entschließung vom 23. Mai 1812 ein neuer Orden unter der Benennung Königlich Preußischer St. Johanniter-Orden errichtet, zu dessen Protektor sich der König erklärte. Der Orden sollte nach der Stiftungsurkunde aus einem Großmeister und einer unbestimmten Anzahl von Rittern bestehen. Alle diejenigen, die als wirklich eingekleidete Ritter des alten Johanniterordens zum Tragen der Ehrenzeichen des Ordens berechtigt waren, wurden sogleich zu Rittern des neuen Ordens ernannt und erhielten die Berechtigung, die alten Insignien des Ordens beizubehalten.
Der Orden war nun Teil der preußischen Verdienstorden, unterschied sich aber von diesen durch seinen korporativen Charakter.
Erster Großmeister des Ordens wurde Prinz August Ferdinand von Preußen, der der letzte Herrenmeister des alten Ordens gewesen war, jedoch schon 1813 starb. Sein Nachfolger wurde Prinz Heinrich von Preußen (1781–1846).
1852 wurde der alte Orden wiederhergestellt. Die Träger des Verdienstordens wurden automatisch Mitglieder der wiederhergestellten Balley, allerdings wurden sie nur als „Ehrenritter“ anerkannt und waren in ihren Rechten im Orden eingeschränkt. Lediglich die Ritter von vor 1810 und die neu hinzugekommenen durch Ritterschlag zu „rechten Rittern“ (später „Rechtsritter“) ernannten hatten volle Rechte und Pflichten, die nun zum Teil erheblichen finanzielle Verpflichtungen einschlossen. Im Laufe der Zeit wurde diese nur einem konkreten Anlass geschuldete Zweiteilung des Ordens als eine aufsteigende Form von Vollmitgliedschaft dauerhaft übernommen und in den nachfolgenden Mitgliederlisten mit dem Status und dem Jahr des Beitritts nachgewiesen.

## Insignien

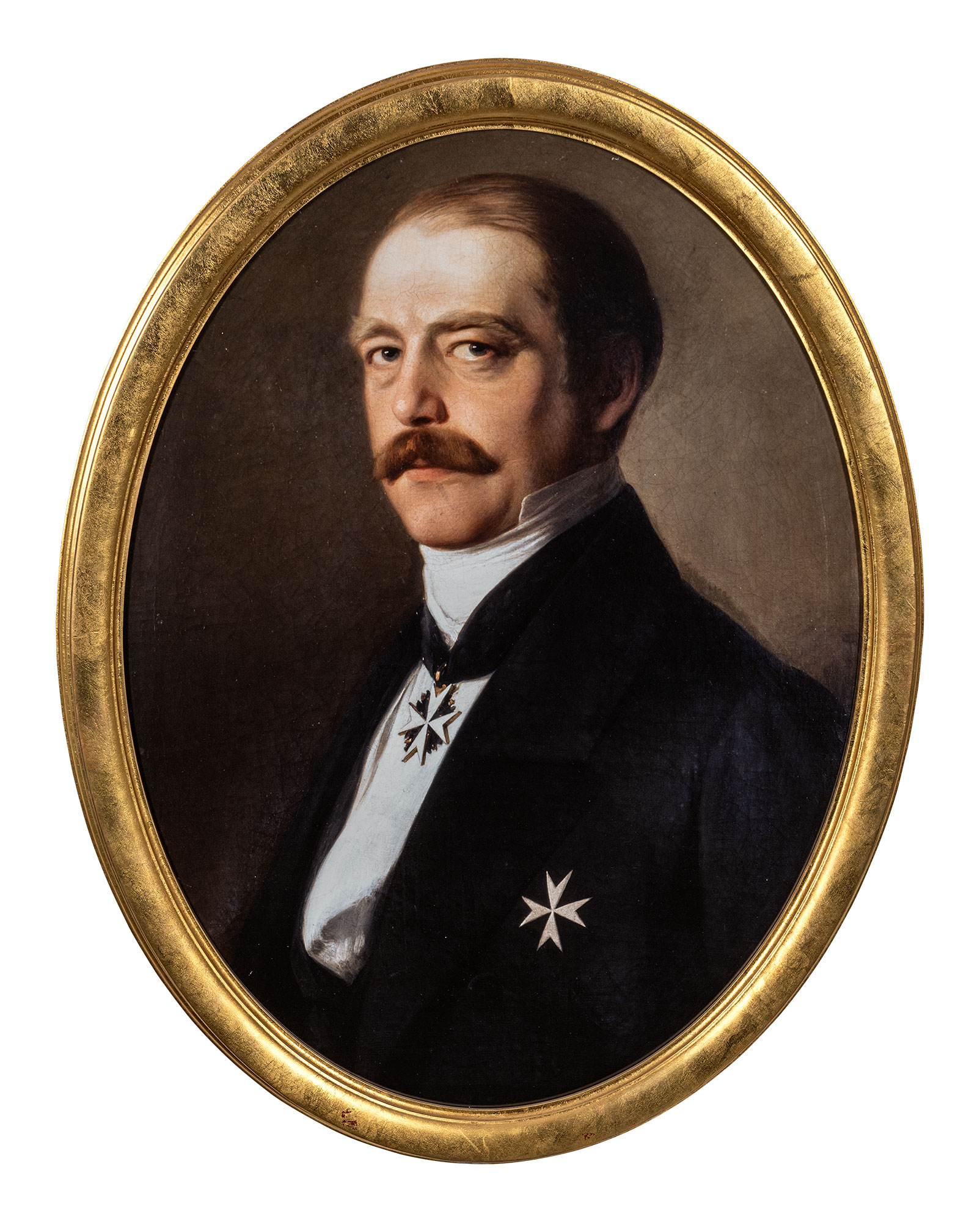
Otto von Bismarck mit den Insignien des Königlich Preußischen St. Johanniter-Ordens

Die Insignien des neuen Ordens bestanden in einem goldenen, achtspitzigen, weiß emaillierten Kreuz ohne Krone, in dessen vier Winkeln der mit einer goldenen Krone gekrönte königlich preußische schwarze Adler sich befindet, sowie in einem auf der linken Seite der Kleidung zu tragenden weißen Kreuz.
Der Großmeister trug ein größeres Kreuz um den Hals und auf der Brust. Sowohl dem Großmeister als auch den Rittern wurde die Befugnis zum Tragen einer bestimmten, vorgeschriebenen Uniform erteilt.